# Dos
Pour les articles homonymes, voir Dos (homonymie) et Dorsale.
« Dorsal » redirige ici. Pour la station de métro, voir Dorsal (métro de Santiago).

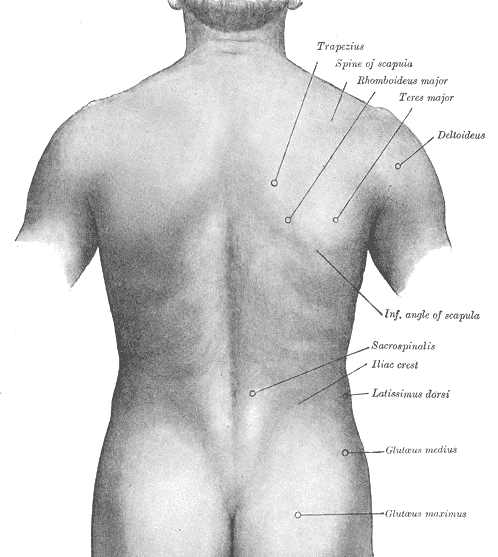
Dos humain.

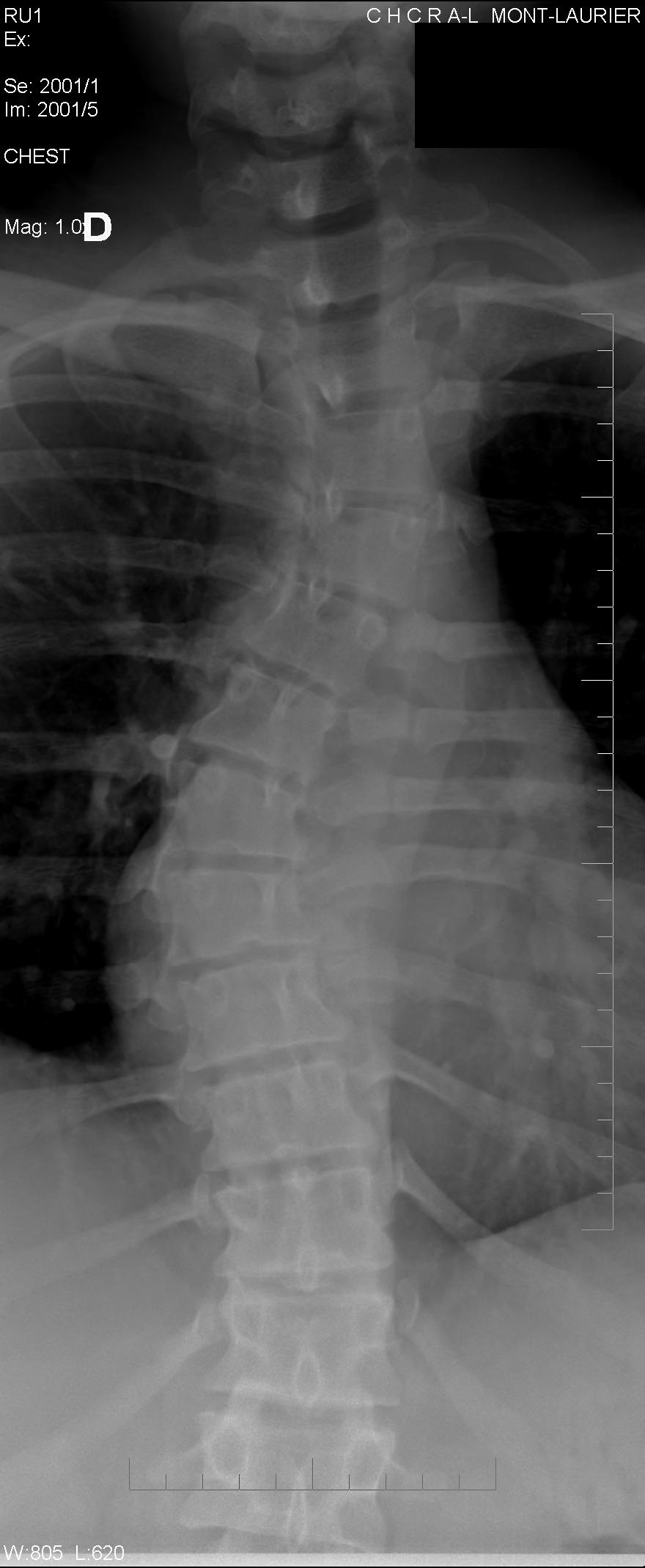
Radiographie d'un patient atteint de scoliose.

En anatomie, chez les animaux vertébrés parmi lesquels les humains, le dos est la partie du corps consistant en les vertèbres et les côtes. Les dorsaux étaient les muscles les plus sollicités par les singes (déplacement arboricole), c'est pourquoi ce sont encore des muscles puissants et volumineux.

## Dos humain
Le dos humain se compose de sept vertèbres cervicales, douze vertèbres thoraciques (ou dorsales), cinq vertèbres lombaires (ou lombales), cinq vertèbres sacrales et le coccyx. 
Toutes les vertèbres (excepté les premières vertèbres cervicales, les sacrales et les coccygiennes) sont séparées les unes des autres par un disque intervertébral. Les centres des vertèbres sont empilés, ce qui fait que leurs arcs forment un tube par lequel la moelle spinale passe. À partir de la moelle spinale, des nerfs passent entre les vertèbres, pour innerver par exemple les jambes et les bras.

### Dans la culture
Selon Georges Banu, critique, homme de théâtre français et auteur du livre L'homme de dos, peinture, théâtre, à la fin du Moyen Âge (XVe siècle), l'art pictural s'écarte du thème religieux classique et laisse apparaître au second plan des tableaux avec des personnages vus de dos et appartenant à une scène différente de celle du premier plan. Plus tard, au XVIIe siècle, dans l'art du théâtre forain, l'attitude de tourner le dos est l'expression d'une gestuelle et d'un langage qui veulent troubler l'ordre établi.

## Dos du cheval
Le dos du cheval est une partie de la morphologie chevaline, qui commence au niveau du garrot, là où se termine l'encolure, et s'étend jusqu'aux premières vertèbres lombaires, là où commence la croupe. La colonne vertébrale soutient l'ensemble. Dans la mesure où il reçoit la selle et supporte le poids du cavalier, la morphologie du dos est d'une importance cruciale chez tout cheval destiné à l'équitation, déterminant la capacité de portage de l'animal. Il existe de nombreux exercices destinés à le muscler.

## Pathologies
Les pathologies du dos sont liées aux pathologies de la colonne vertébrale qui se divisent en trois grands groupes :
- Les pathologies dégénératives
- Les pathologies traumatiques
- Les pathologies tumorales